# عزرا ماني
عزرا ماني (1915 - 8 مايو 2005) كان كولونيلاً في المخابرات الإسرائيلية، وخبيرًا في اللغة العربية. حصل على جائزة إسرائيل في اللغويات العربية في عام 1976.

## حياته
ولد عزرا بن يشقيل  ماني في بغداد، والتحق بمدرسة شوميش اليهودية الثانوية، حيث أسس هو وأصدقاؤه جمعية «أشيفير» Achiever - وهي جمعية لنشر الأدب العبري..
وفي عام 1934، هاجر 17 عضوا من أعضاء الجمعية إلى فلسطين، ومنهم ماني. عملوا في وادي الأردن، وبعد فترة انتقلوا إلى تل أبيب. عمل ماني لمدة عامين كمزارع في مستعمرة رعنانا، حتى أُرسل لتدريس اللغة العربية في كيبوتسات يهودية في وادي الأردن. وفي عام 1941 قُتلت والدته في مذبحة الفرهود. وفي عام 1947، تزوج أفيفا شميش وأنجبا كل من حزقيال وتمار.
وخلال حرب الاستقلال، جنده أفراهام شاروني، الذي كان عضوا في جمعية «أشيفير»، في وحدة جمع المعلومات التابعة للجيش الإسرائيلي، والتي ظل بها أكثر من خمسين عامًا. 
في عام 1976، فاز ماني بجائزة إسرائيل في اللغويات العربية.  ويقول عنه البروفيسور ساسون سومخ، الحائز على جائزة إسرائيل في اللغويات العربية لعام 2005، وعضو لجنة الحكام لجائزة إسرائيل عام 1976، الذي رشح اسم ماني لنيل الجائزة الرفيعة، قال إن عزرا ماني كرس حياته لمهمته بكل احترام وتفاني، معتقدًا أن حياة إسرائيل متعمدة عليه.
توفي عزرا ماني عام 2005 عن عمر يناهز 90 عامًا.

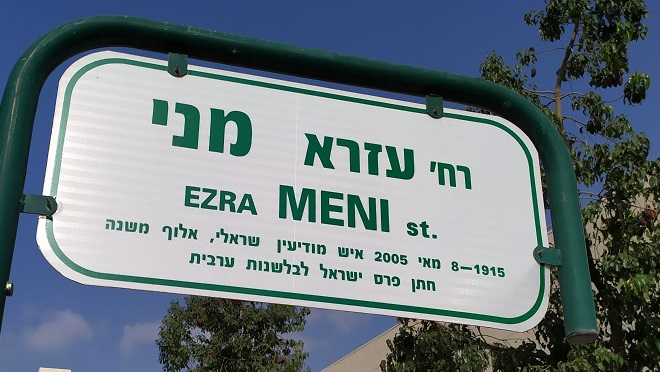
لافتة شارع تحمل اسمه في مدينة رحوفوت